# Drittnachbarpolitik
Die Drittnachbarpolitik ist ein wichtiger Bestandteil der mongolischen Außenpolitik. Sie ist eine Reaktion auf die Folgen der geographischen Lage des Landes zwischen den beiden Supermächten Russland im Norden und China im Süden. Historisch betrachtet wurde die Mongolei in den letzten 300 Jahren entweder vom Chinesischen Kaiserreich oder der Sowjetunion politisch dominiert. Aus ihrer Binnenlage resultiert bis heute eine wirtschaftliche, infrastrukturelle und sicherheitspolitische Abhängigkeit der Mongolei von ihren Nachbarn. China ist mit über 90 % Marktanteil wichtigster Abnehmer mongolischer Rohstoffe, vor allem Steinkohle und Kupfer, während aus Russland ein Großteil des benötigten Gas- und Dieselvolumens importiert wird.
Seit der Unabhängigkeit der Mongolei 1990 wurde versucht, diese Abhängigkeit durch intensivierte bilaterale und multilaterale Beziehungen zu Staaten der Westlichen Welt zu durchbrechen. In einem Balanceakt sollen dabei Verbindungen im kulturellen, politischen und wirtschaftlichen Bereich unterhalten werden, ohne die guten Beziehungen zu den beiden Nachbarstaaten zu gefährden. Neben den USA und den Staaten der EU, hat sich auch Japan zu einem bevorzugten Partnerland entwickelt. Außerdem engagiert sich die Mongolei in vielen internationalen Organisationen, wie zum Beispiel der OSZE, ASEAN und Weltbank und steuert auch Truppen zu internationalen Friedensmissionen der Vereinten Nationen bei.